# Utirik
Utirik (o, també, Utrik o Utrōk) és un atol de l'arxipèlag de les illes Marshall, situat cap al Nord-est del conjunt, dins de l'oceà Pacífic.
L'atol té una forma aproximadament triangular i encercla una llacuna central de 58 km2, mentre que la terra ferma està repartida en 10 illots que, tots junts, arriben als 2,5 km2. Constitueixen un dels municipis de l'estat de les Illes Marshall i tenen uns 400 habitants.